# Karboksyhemoglobina
Karboksyhemoglobina (HbCO) – kompleks hemoglobiny i tlenku węgla (potocznie zwanego czadem). Połączenie hemoglobiny z tlenkiem węgla jest około 250-300 razy trwalsze niż z tlenem, a szybkość reakcji jest około 200 razy większa, co sprawia, że nawet przy niewielkim stężeniu tlenku węgla we wdychanym powietrzu większość hemoglobiny w krwiobiegu jest przekształcona w karboksyhemoglobinę (i w efekcie tego tylko niewielka część cząsteczek hemoglobiny może połączyć się z tlenem). Już przy około 0,16% zawartości tlenku węgla w powietrzu ilość ta jest niewystarczająca dla ludzkiego organizmu. Nadmiar karboksyhemoglobiny powoduje niedotlenienie organizmu, a w najgorszym przypadku nawet śmierć przez uduszenie. Rozłożenie karboksyhemoglobiny jest procesem bardzo długim i nie zawsze możliwym.
Toksyczność CO jest wprost proporcjonalna do stężenia tego gazu w powietrzu i czasu jego działania.
Stężenie HbCO u ludzi zdrowych nie przekracza 3% całkowitej zawartości hemoglobiny. Wzrost jej stężenia do 20% daje objawy zatrucia, a przy stężeniu powyżej 60% następuje utrata świadomości i najczęściej zgon.
HbCO może się rozkładać pod wpływem podwyższonego ciśnienia O2.

Przeczytaj ostrzeżenie dotyczące informacji medycznych i pokrewnych zamieszczonych w Wikipedii.